# David Hess
David Alexander Hess (New York, 19 settembre 1936 – Tiburon, 7 ottobre 2011) è stato un attore e cantautore statunitense.
Come cantante incise nel 1957 la canzone All Shook Up poi ripresa da Elvis Presley nello stesso anno.

## Filmografia parziale

### Cinema
- L'ultima casa a sinistra (The Last House on the Left), regia di Wes Craven (1972)
- Intrigo in Svizzera (The Swiss Conspiracy), regia di Jack Arnold (1976)
- Massacro a Condor Pass (Potato Fritz), regia di Peter Shamoni (1976)
- Autostop rosso sangue, regia di Pasquale Festa Campanile (1977)
- Avalanche Express, regia di Mark Robson (1979)
- La casa sperduta nel parco, regia di Ruggero Deodato (1980)
- Il mostro della palude (Swamp Thing), regia di Wes Craven (1982)
- Camping del terrore, regia di Ruggero Deodato (1987)
- Buck ai confini del cielo, regia di Tonino Ricci (1991)
- Omicidio a luci blu, regia di Alfonso Brescia (1991)
- Jonathan degli orsi, regia di Enzo G. Castellari (1995)
- Zombie Nation, regia di Ulli Lommel (2004)
- Zodiac Killer, regia di Ulli Lommel (2005)
- Smash Cut, regia di Lee Gordon Demarbre (2009)

### Televisione
- Die Kaltenbach-Papiere, regia di Rainer Erler (1991)
- Noi siamo angeli (6 episodi) (1997)

## Doppiatori italiani
- Glauco Onorato in L'ultima casa a sinistra, Camping del terrore
- Ferruccio Amendola in Autostop rosso sangue, La casa sperduta nel parco
- Massimo Rinaldi in Jonathan degli orsi
- Sandro Iovino in Noi siamo angeli